# Hutchinson Island South
Hutchinson Island South é uma Região censo-designada localizada no estado americano de Flórida, no Condado de St. Lucie.

## Demografia
Segundo o censo americano de 2000, a sua população era de 4846 habitantes.

## Geografia
De acordo com o United States Census Bureau tem uma área de
124,5 km², dos quais 11,7 km² cobertos por terra e 112,8 km² cobertos por água.

## Localidades na vizinhança
O diagrama seguinte representa as localidades num raio de 12 km ao redor de Hutchinson Island South.